# جرملی لندن
جرملی لندن (انگلیسی: Jeremy London؛ زادهٔ ۷ نوامبر ۱۹۷۲) یک هنرپیشه اهل ایالات متحده آمریکا است. وی از سال ۱۹۹۱ میلادی تاکنون مشغول فعالیت بوده‌است.

## گزیده فیلمشناسی
از فیلم‌ها یا برنامه‌های تلویزیونی که وی در آن نقش داشته‌است می‌توان به آثار زیر اشاره کرد.
- آبشار آنخل (۱۹۹۳)
- پرستار بچه (۱۹۹۵)
- پاساژگردها (۱۹۹۵)
- بگو که دوستم داری (۲۰۰۷)
- بعل (۲۰۰۸)
- مک‌گیور (۲۰۱۶)
- باشگاه شکار (۲۰۲۳)